# Concorde (Birne)

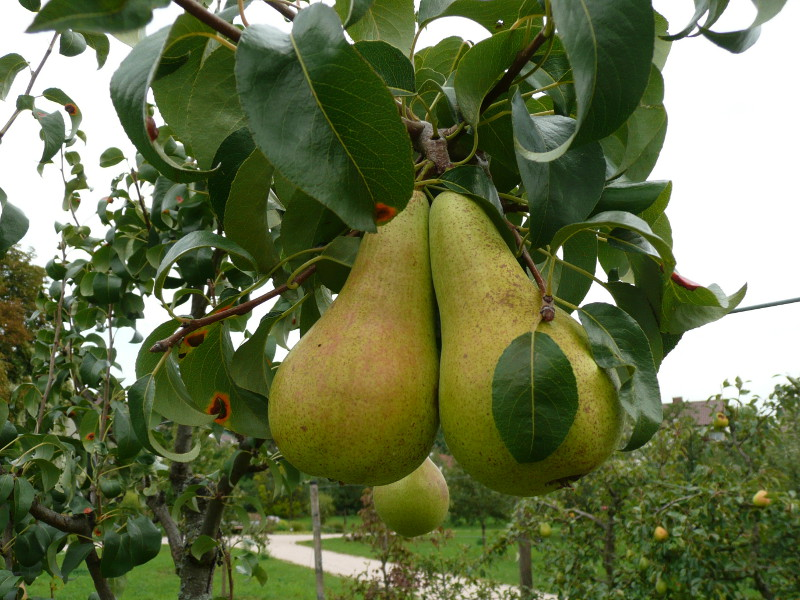
Concorde am Baum

Concorde ist eine Sorte der Kultur-Birne (Pyrus communis). Concorde wurde in den 1977 an der englischen Obstbauforschungsanstalt East Malling Research aus den Sorten Conference und Vereinsdechant gekreuzt.
Der Baum wurde gezüchtet um den Geschmack der Vereinsdechant mit den guten Wuchs- und Anbaueigenschaften der Conference zu kreuzen.
Concorde-Birnen sind mittelgroß bis groß und von flaschenförmig-länglicher Form. Die eher trockene Schale ist rau und von gelblichgrüner Farbe. Das Fruchtfleisch ist halb schmelzend und vergleichsweise knackig. Der Geschmack süß und dezent, und erinnert an Melone. Das Fruchtfleisch ist feinzellig und saftig. Bei Degustationen wird der Geschmack der Birne gut benotet.
Der Baum ist verhältnismäßig klein, der Ertrag im Vergleich zu anderen Birnensorten überdurchschnittlich, liegt aber unter dem Ertrag der im kommerziellen Anbau weit verbreiteten Conference und Alexander Lucas. Allerdings produziert Concorde größere Früchte als Conference, von denen dann mehr in den Handel gebracht werden können. Der Concorde-Baum wächst aufrecht und kompakt. Concorde ist wenig anfällig für Schorf und allgemein vergleichsweise resistent gegen Krankheiten und verträgt Pflanzenschutzmittel wie Schwefel und Neem.
Concorde beginnt früh in ihrem Leben Ertrag zu bringen. Die Erntezeit in Deutschland liegt Mitte bis Ende September. Sie ist bis Ende Oktober haltbar, im CA-Lager auch bis Ende März. Concorde behält im Lager den Geschmack, wird aber schnell gelb, was Verbraucher oft als Überreife interpretieren. Die Birne bevorzugt warme Lagen, gute Böden und Zusatzbewässerung.
Die Sorte trägt einen Award of Garden Merit der Royal Horticultural Society. Concorde ist eine der wenigen nach 1900 gezüchteten Birnensorten, die im kommerziellen Anbau vorkommen. Dennoch konnte sich die Birne bisher nicht im großen Maßstab etablieren. Aufgrund ihrer guten Resistenzen gegen Schädlinge ist es jedoch möglich, dass dies noch im Biolandbau passieren wird.